# Крип'якевич Роман Іванович
Рома́н Іванович Крип'яке́вич (нар. 26 жовтня 1925, Львів — пом. 11 квітня 1999, там само) — український науковець в галузі матеріалознавства, політичний і громадський діяч. Син історика Івана, брат науковця Петра-Богдана, онук богослова Петра Франца Крип'якевичів, чоловік художниці Олександри Крип'якевич-Цегельської, батько художниці та іконописиці Іванни Крип'якевич-Димид.

## Біографія
Народився у Львові. Батько — історик, академік Іван Крип'якевич, мати — Марія Сидорович; брат — Петро-Богдан, відомий кристалохімік. Навчався в «Рідній Школі» (1931—1937) та в Академічній гімназії (1937—1943). У 1943—1944 був студентом машинобудівного факультету Львівської Політехніки. Після перебування у Відні (1943—1945) повернувся до Львова, де продовжив навчання на механічному факультеті у Львівській Політехніці (1945—1950).
Після завершення навчання працював керівником цеху цементного заводу в Миколаєві Львівської області (1950—1951), потім молодшим науковим співробітником Інституту машинознавства та автоматики АН УРСР (потім Фізико-механічний інститут ім. Г.Карпенка (ФМІ) у Львові (1951—1955). Після 26 червня 1954 захисту кандидатської дисертації на тему «Виробничі методи контролю форми циліндричних об'єктів», став старшим науковим співробітником ФМІ (1955—1964), згодом — керівником лабораторії, де вивчався вплив водню на метали (1964—1972).
В 1972 затриманий в Києві органами МВС на 10 днів за поширення антирадянської літератури. Після допитів повернувся до Львова, де був звільнений з роботи за місяць до захисту докторської дисертації, — за зв'язки з дисидентами (Іваном Світличним, Богданом Горинем, В'ячеславом Чорноволом). Після 5 місяців безробіття влаштувався керівником групи науково-технічної інформації (НТІ) в «Діпроспецтранс» (1972—1978), потім у відділі НТІ «Львівсільмаш» (1978—1983) та в лабораторії «ЕКТІ-автотранс» керівником групи (1983—1985). Після виходу на пенсію і закінчення курсів кочегарів працював у котельнях Львівтеплокомуненерго (1986—1989). Одночасно для заробітку перекладав з іноземних мов технічну інформацію, також впорядковував архіви та готував до друку праці батька — проф. І.Крип'якевича.
Наприкінці 1980-х — активний учасник, натхненник і засновник численних патріотичних починань та громадських організацій — Товариства української мови ім. Т.Шевченка, РУХу, НТШ, Академічної Обнови, Товариства «Холмщина», «Пласту». Співпрацював із Фондом Конрада Аденауера. Після проголошення Незалежності України в 1991 році налагоджував економічні та культурні зв'язки з Польщею, Австрією, Німеччиною. Неодноразово брав участь в екуменічних форумах, європейських конференціях, церковних соборах та конгресах. У квітні 1991 році виступав на конференції в Ауґсбурґу (ФРН) з темою — «Національність, віра, людська гідність» (про відродження Церкви в Україні)[джерело?]. Згідно з Постановою № 167 від 17.06.1992 р. Президією Академії Наук України створено Українсько-Австрійський науковий центр АН України при Західному науковому центрі АН України та призначено керівником Романа Крип'якевича. За вагомі заслуги в налагодженні міжнародних зв'язків був призначений 4 вересня 1997 року Федеральним Президентом Республіки Австрія першим почесним віце-Консулом Австрії у Львові. В 1996 році був співзасновником Фонду святого Володимира, у якому розпочав проект «Центр Родини»[джерело?].
Останні роки перевидавав наукову спадщину батька. Як чільний діяч мирянського руху УГКЦ, викладав етику й риторику в 1995-1998 роках у Духовній семінарії та Львівській Богословській Академії. Помер 11 квітня 1999 року у Львові, похований у родинному гробівці на 1 полі Личаківського цвинтаря[джерело?].

## Наукова діяльність
Працюючи у Фізико-механічному інституті досліджував у відділі академіка Г. В. Карпенка взаємодію водню зі сталлю та іншими металевими сплавами, спершу в умовах електрохімічного насичення (воднева крихкість), а далі при високих температурах (воднева проникливість). Підготовлена Р. І. Крип'якевичем у співавторстві з Г. В. Карпенком монографія «Вплив водню на механічні властивості сталі», видана у [1962] році стала початком нового наукового напрямку, який приніс наукове визнання і авторитет Фізико-механічному інституту.
Автор 4 винаходів (посвідчення Комітету при Раді Міністрів СРСР — 1971, 1972, 1972 і 1973 рр.) та багатьох рацпропозицій. Був співзасновником та секретарем журналу «Фізико-хімічна механіка металів» (1965—1972).
Під керівництвом Р.Крип'якевича з цієї проблеми виконано ряд наукових досліджень, захищено 3 кандидатські дисертації, виготовлено апаратуру для визначення водневої проникливості металів і сплавів при високих температурах. Вийшло друком близько 80 наукових праць.

### Праці
- До питань контролю форми циліндричних об'єктів (співавтор К. Б. Карандеєв). Зб. Питання автоматики і вимірювальної техніки. Вип..4 вид. АН УРСР. Київ, 1955 р.
- Про дію водню на сталь, що деформується. (співавтор Г. В. Карпенко). Друк. Доповіді АН УРСР, 1958 р. № 1
- Вплив поляризації сталі в процесі деформування на її механічні властивості. (співавтор Г. В. Карпенко). Друк. Прикладна механіка т. ІУ, вип..4. 1958 р.
- Контроль форми циліндричних деталей. В-во АН УРСР, Київ, 1959 р.
- Влияние водорода на свойства стали (соавтор Г. В. Карпенко).печ. Металлургиздат, Москва, 1962 г.
- Монографія «Водород в стали» печ. Физико-химическая механіка материалов. Т.1, 1965 г. № 3.
- Исследование циклического окисления на водородопроницаемой жаростойкой стали при 300—700 . сб. «Металловедение», Вип..16, изд."Судостроение", Ленінград, 1972 г.